# 마리아 레슈친스카
마리아 레슈친스카(폴란드어: Maria Karolina Zofia Felicja Leszczyńska, 1703년 6월 23일 - 1768년 6월 24일)는 프랑스의 루이 15세의 왕비(1725년 - 1768년)이다. 폴란드 공주 출신으로, 스타니스와프 레슈친스키와 카타르지나 오팔린스카의 딸로 태어났다.

## 생애
1709년 폴란드가 스웨덴군의 침략을 받아 부왕인 스타니스와프 레슈친스키가 권좌에서 쫓겨나 그의 일가족은 졸지에 망명자 신세가 되었다. 스웨덴, 오스만 제국 등 이곳저곳을 유랑하다가 프랑스의 온정으로 알자스의 작은 마을에 정착하게 되었다.
1725년 9월 21살의 나이에 당시 16살이던 루이 15세와 결혼을 하였다. 당시 섭정 오를레앙 공이 죽은 후 실권자가 된 부르봉 공은 상속자를 많이 생산할 수 있는 나이 든 왕녀를 물색하다가 마리를 최종적으로 선발하였다. 굳이 그녀를 선택한 이유는, 폴란드 왕실의 다산력 때문만이 아니라 그녀의 극빈함 때문이기도 하였다. 즉 딱한 처지에 있던 마리가 유럽에서 가장 부유한 나라의 왕의 배우자가 될 수 있게 해준 자신의 은혜에 보답하기 위해, 매우 순응적이고 협조적일 것이라는 계산 때문이었다. 실제로 마리는 훗날 부르봉 공의 실각을 저지하려고 딱 한번 정치적 시도를 한 적이 있었다.
어쨌든 유럽에서 가장 부유한 왕과 유럽에서 가장 빈곤한 공주의 혼인은 당시 세인들의 빈축을 샀다. 궁중에 들어온 후부터 마리는 종종 폴란드인이라는 수근거림과 비아냥을 견뎌내야 했다.
결혼한 지 처음 9년 동안은 부부간의 금실이 매우 좋았다고 한다. 마리는 조용하고 상냥하였으며, 독실한 로마 가톨릭교도였다. 그녀는 폴란드 왕실의 다산력을 인정받았듯이 매년 1명꼴로 아이를 낳아 총 9번의 출산을 하여 상속자를 생산해야 하는 왕비의 소임을 충실히 이행하였다. 그러나 너무나 헌신적이고 얌전한 아내에게 점차 싫증을 느끼게 된 루이 15세는 아내에 대한 애정이 식어버려 정부를 여러 명 두게 되었다. 마지막 아이를 낳고 나서 그는 다른 사람들과 같이 있을 때 나누는 형식적인 말 몇 마디 외에는 일생동안 아내에게 단 한 마디의 말도 건네지 않았고, 사실상 두 사람은 별거 상태에 들어갔다.
궁정의 일상적인 행사에서 제외된 마리는 자신의 처량한 신세에 별 불평없이 매일 시녀들을 거느리고 미사에 참례했고 자기 방에서 그림을 그리고, 자수를 놓기도 하며, 악기를 연주하며 시간을 보냈다. 또 몇몇 친한 친구들을 불러 모아 같이 식사를 하며 이야기를 나누는 게 인생의 낙이었다. 마리는 궁정의 음모에 연루되지 않고, 죽을 때까지 조용하고 평화로운 삶을 살다가 65살에 루이 15세보다 6년 앞서 서거하였다.

## 가족 관계
| 사진 | 이름             | 생일            | 사망                   | 기타                                                              |
| ---- | ---------------- | --------------- | ---------------------- | ----------------------------------------------------------------- |
|      | 루이즈엘리자베트 | 1727년 8월 14일 | 1759년 12월 6일(32세)  | 파르마 공작 필리포와 결혼. 슬하 1남 2녀.                          |
|      | 앙리에트         | 1727년 8월 14일 | 1752년 2월 10일(24세)  | 미혼.                                                             |
|      | 루이즈           | 1728년 7월 28일 | 1733년 2월 19일(4세)   | 요절.                                                             |
|      | 루이 페르디낭    | 1729년 9월 4일  | 1765년 12월 20일(36세) | 왕세자. 후임 프랑스 국왕 루이 16세, 루이 18세, 샤를 10세의 아버지 |
|      | 필리프           | 1730년 8월 30일 | 1733년 4월 7일(2세)    | 앙주 공작. 요절                                                   |
|      | 아델라이드       | 1732년 3월 23일 | 1800년 2월 27일(67세)  | 미혼.                                                             |
|      | 빅투아르         | 1733년 5월 11일 | 1799년 6월 7일(66세)   | 미혼.                                                             |
|      | 소피             | 1734년 7월 17일 | 1782년 3월 3일(47세)   | 미혼.                                                             |
|      | 테레즈           | 1736년 5월 16일 | 1744년 9월 28일(8세)   | 요절.                                                             |
|      | 루이즈 마리      | 1737년 7월 15일 | 1787년 12월 23일(50세) | 수녀가 됨.                                                        |